# Timber
Timber – piosenka dance-popowa pochodząca z reedycji siódmego studyjnego albumu amerykańskiego rapera Pitbulla pt. Meltdown (2013). Powstały przy gościnnym udziale amerykańskiej wokalistki pop Keshy oraz wyprodukowany przez Dr. Luke, Cirkut i Sermstyle, utwór wydany został jako pierwszy singel promujący krążek dnia 7 października 2013 roku.
W utworze pierwotnie miała zaśpiewać Rihanna, ale została zastąpiona przez Keshę, ponieważ wystąpiła w utworze Shakiry „Can't Remember to Forget You”.

## Teledysk
Kesha nagrywała swoje sceny do teledysku 5 listopada 2013 roku, podczas gdy Pitbull nagrał je tydzień później 12 listopada 2013. W teledysku wystąpiła grupa The Bloody Jug Band oraz włoska modelka Raffaella Modugno. Premiera wideoklipu miała miejsce 24 listopada 2013 roku na oficjalnym profilu Pitbulla na Facebooku. Tego samego dnia teledysk ukazał się na kanale Vevo Pitbulla.

## Listy utworów i formaty singla
- Digital download[5]

1. „Timber" – 3:24

- CD single[6]

1. „Timber” (featuring Kesha) – 3:24
2. „Outta Nowhere” (featuring Danny Mercer) – 3:26

## Notowania i certyfikaty
| Lista (2013-14)                           | Pozycja |
| ----------------------------------------- | ------- |
| Albania (ZA TOP 5 Singles)                | 1       |
| Australia (ARIA)                          | 4       |
| Austria (Ö3 Austria Top 40)               | 1       |
| Belgia (Ultratop 50 Flandria)             | 4       |
| Belgia (Ultratop 50 Walonia)              | 9       |
| Bułgaria (IFPI)                           | 2       |
| Kanada (Canadian Hot 100)                 | 1       |
| Chorwacja (Airplay Radio Chart)           | 7       |
| Czechy (IFPI)                             | 4       |
| Dania (Tracklisten)                       | 1       |
| Finland (Suomen virallinen lista)         | 1       |
| Francja (SNEP)                            | 8       |
| Niemcy (Media Control AG)                 | 1       |
| Hiszpania (PROMUSICAE)                    | 6       |
| Holandia (Dutch Top 40)                   | 1       |
| Irlandia (IRMA)                           | 2       |
| Izrael (Media Forest)                     | 3       |
| Japonia (Japan Hot 100)                   | 16      |
| Korea Południowa (GAON)                   | 2       |
| Liban (Lebanese Top 20)                   | 6       |
| Luksemburg Digital Songs (Billboard)      | 3       |
| Meksyk (Monitor Latino)                   | 14      |
| Nowa Zelandia (Recorded Music NZ)         | 3       |
| Norwegia (VG-Lista)                       | 1       |
| Polska (ZPAV)                             | 3       |
| Południowa Afryka (Mediaguide)            | 2       |
| Rosja (Tophit Weekly General Airplay)     | 19      |
| Słowacja (IFPI)                           | 8       |
| Szkocja (The Official Charts Company)     | 1       |
| Szwecja (Sverigetopplistan)               | 1       |
| Szwajcaria (Schweizer Hitparade)          | 3       |
| Ukraina Top 40 (FDR)                      | 15      |
| Węgry (Rádiós Top 40)                     | 2       |
| Włochy (FIMI)                             | 8       |
| Wielka Brytania (Official Charts Company) | 1       |
| UK R&B (Official Charts Company)          | 1       |
| US (Billboard Hot 100)                    | 1       |
| US Pop Songs (Billboard)                  | 1       |
| US Hot Rap Tracks (Billboard)             | 1       |
| US Hot Dance Club Songs (Billboard)       | 1       |
| US Hot Adult Top 40 Tracks (Billboard)    | 20      |

| Kraj                  | Certyfikat | Sprzedaż |
| --------------------- | ---------- | -------- |
| Australia (ARIA)      | 3x Platyna | 210,000+ |
| Kanada (Music Canada) | 2x Platyna | 160,000+ |
| Niemcy (BVMI)         | Złoto      | 150,000+ |
| Nowa Zelandia (RMNZ)  | Platyna    | 15,000+  |
| Szwecja (GLF)         | Platyna    | 40,000+  |
| Szwajcaria (IFPI)     | Złoto      | 15,000+  |
| Wielka Brytania (BPI) | Srebro     | 200,000+ |

## Historia wydania
| Kraj              | Data                 | Format                 | Wytwórnia                          |
| ----------------- | -------------------- | ---------------------- | ---------------------------------- |
| Stany Zjednoczone | 7 października 2013  | Digital download       | Polo Grounds, RCA Records, Mr. 305 |
| Stany Zjednoczone | 15 października 2013 | Contemporary hit radio | Polo Grounds, RCA Records, Mr. 305 |
| Włochy            | 7 października 2013  | Digital download       | Polo Grounds, RCA Records, Mr. 305 |
| Włochy            | 11 października 2013 | Contemporary hit radio | Polo Grounds, RCA Records, Mr. 305 |
| Niemcy            | 7 października 2013  | Digital download       | Polo Grounds, RCA Records, Mr. 305 |
| Hiszpania         | 7 października 2013  | Digital download       | Polo Grounds, RCA Records, Mr. 305 |
| Kanada            | 7 października 2013  | Digital download       | Polo Grounds, RCA Records, Mr. 305 |
| Francja           | 7 października 2013  | Digital download       | Polo Grounds, RCA Records, Mr. 305 |
| Australia         | 7 października 2013  | Digital download       | Polo Grounds, RCA Records, Mr. 305 |
| Niemcy            | 15 listopada 2013    | CD single              | Polo Grounds, RCA Records, Mr. 305 |
| Wielka Brytania   | 29 grudnia 2013      | Digital download       | Polo Grounds, RCA Records, Mr. 305 |